# Droga wojewódzka nr 349
Droga wojewódzka nr 349 (DW349) – dawna droga wojewódzka o długości 686 m, łącząca stację kolejową Wrocław Kuźniki z drogą krajową nr 94. Znajdowała się we Wrocławiu, stanowiąc ulice Bystrzycką (fragment) i Metalowców.
Na całej długości została pozbawiona kategorii drogi wojewódzkiej oraz przeklasyfikowana na drogę gminną.

## Miejscowości leżące przy trasie DW349
- Wrocław (DK94)